# Jaime Rosales
Jaime Heliberto Rosales Chirinos (8 de junho de 1978) é um ex-futebolista profissional hondurenho que atuava como defensor.

## Carreira
Jaime Rosales fez parte do elenco da Seleção Hondurenha de Futebol nas Olimpíadas de 2000.